# Typ siedliskowy lasu
Typ siedliskowy lasu – podstawowa jednostka w klasyfikacji 
siedlisk leśnych, obejmująca wszystkie powierzchnie leśne o zbliżonych warunkach siedliskowych wykazując podobne możliwości produkcyjne. Diagnoza typów siedliskowych lasu jest wykorzystywana przy planowaniu i doborze gatunków drzew, preferowanych w danych warunkach siedliska. Typy siedliskowe lasu mogą się różnić składem florystycznym, strukturą, trwałością, żyznością i wilgotnością gleby, klimatem, ukształtowaniem terenu i jego budową geologiczną.
Monograficznym opracowaniem typów siedliskowych lasów Polski zajmował się w latach 50. XX wieku zespół pracowników naukowych Instytutu Badawczego Leśnictwa (IBL) pod kierownictwem L. Mroczkiewicza i T. Tramplera.
W wyniku tych badań uznano, że potencjalna produkcyjność siedliska jest najbardziej miarodajnym wykładnikiem diagnozy typologicznej niż stosunki florystyczne czy fitosocjologiczne uwzględniane przez wcześniejszych badaczy.

W praktycznych pracach typologicznych analizę siedliskoznawczą oparto na 6 kryteriach:
1. położeniu terenu w obrębie krainy przyrodniczo-leśnej,
2. postaci próchnicy,
3. typie gleby,
4. pochodzeniu geologicznego podłoża gleby,
5. składzie mechanicznym gleby,
6. poziomie wody gruntowej.

Na pojęcie typu siedliskowego lasu składają się więc czynniki klimatyczne i glebowe. Rozróżnia się siedliska borowe (bory) i siedliska lasowe (lasy). Na siedliskach borowych występują głównie gatunki drzew iglastych, a na lasowych gatunki liściaste. Typy siedliskowe lasu wiąże się często z zespołami roślinnymi wyróżnionymi w Polsce. Związki te są niekiedy wykorzystywane w praktyce ochrony przyrody przy identyfikacji chronionych typów leśnych siedlisk przyrodniczych na podstawie opisu taksacyjnego lasu. Podejście takie może być jednak obarczone sporym błędem, ponieważ typy siedliskowe lasu i zespoły roślinne reprezentują dwie typologie, które powstawały niezależnie i w innych celach i często są znacząco rozbieżne.
Typ siedliskowy lasu wyróżnia się oddzielnie dla terenów górskich, wyżynnych i nizinnych.

## Typy siedlisk terenów nizinnych
- Bór suchy (Bs)
- Bór świeży (Bśw)
- Bór wilgotny (Bw)
- Bór bagienny (Bb)
- Bór mieszany świeży (BMśw)
- Bór mieszany wilgotny (BMw)
- Bór mieszany bagienny (BMb)
- Las mieszany świeży (LMśw)
- Las mieszany wilgotny (LMw)
- Las mieszany bagienny (LMb)
- Las świeży (Lśw)
- Las wilgotny (Lw)
- Ols (Ol)
- Las łęgowy (Lł)
- Ols jesionowy (OlJ)

## Typy siedlisk terenów wyżynnych i podgórskich
- Bór mieszany wyżynny świeży (BMwyżśw)
- Las mieszany wyżynny świeży (LMwyżśw)
- Las wyżynny świeży (Lwyżśw)
- Bór mieszany wyżynny wilgotny (BMwyżw)
- Las mieszany wyżynny wilgotny (LMwyżw)
- Las wyżynny wilgotny (Lwyżw)
- Las łęgowy wyżynny (Lłwyż)
- Ols jesionowy wyżynny (OlJwyż)

## Typy siedliskowe lasu terenów górskich
- Bór wysokogórski (BWG) - regiel górny
- Bór górski świeży (BGśw)
- Bór mieszany górski świeży (BMGśw)
- Las mieszany górski świeży (LMGśw)
- Las górski świeży (LGśw)
- Bór mieszany górski wilgotny (BMGw)
- Las mieszany górski wilgotny (LMGw)
- Las górski wilgotny (LGw)
- Las łęgowy górski (LłG)
- Bór górski bagienny (BGb)
- Bór mieszany górski bagienny (BMGb)
- Ols jesionowy górski (OlJG)